# Madise

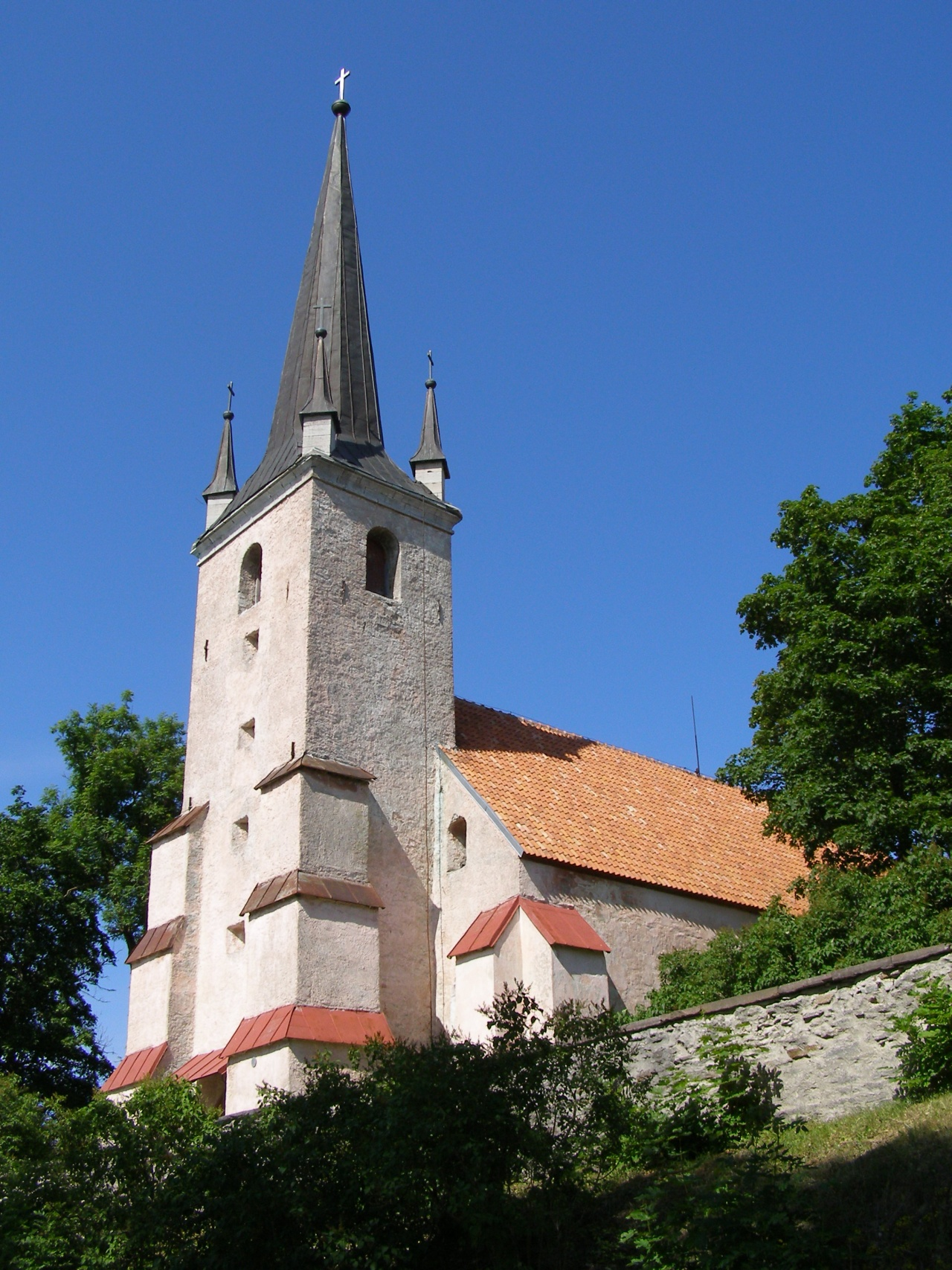
Vue du clocher de l’église.

Madise (autrefois : Madis in Harrien) est un village estonien de la région d’Harju (autrefois : district d’Harrien), appartenant à la commune de Padise (autrefois : paroisse de Padis).

## Église

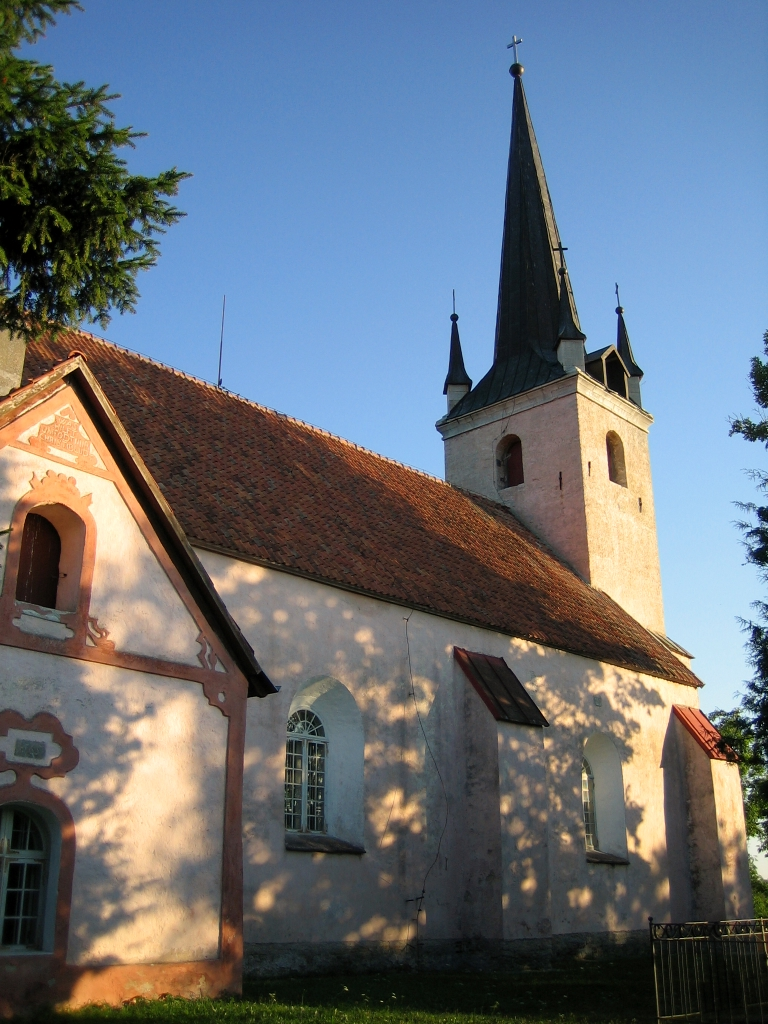
Vue de côté de l’église.

L’église de Madise est construite sur une falaise de calcaire à 500 mètres du rivage de la Baltique. La première église a été construite en bois au Moyen Âge, puis remplacée par une église de pierre au XVe siècle qui servait de phare aux bateaux sur la côte. Le portail occidental de l’église date de cette époque. Bengt Gottfried Forselius (1660-1688), qui édita la première méthode de lecture en langue nord-estonienne et en langue sud-estonienne à la fin du XVIIe siècle, était le fils du pasteur de l’église, lui-même d’origine suédoise de Finlande.
L’église est reconstruite en 1760-1780, à l’époque où le gouvernement d’Estland appartenait à l’Empire russe. On construit le clocher, le chœur et la sacristie. La noblesse allemande locale fait encore rehausser le clocher au milieu du XIXe siècle, en l’honneur du couronnement d’Alexandre II. La chaire à l’intéreur est remarquable.

## Personnalités
- Bengt Gottfried Forselius (1660-1688), pédagogue